# فالاتچه
فالاتچه (به لهستانی:  Falatycze) یک روستا در لهستان است که در گمینا پلاتروو واقع شده‌است.